# ベールール

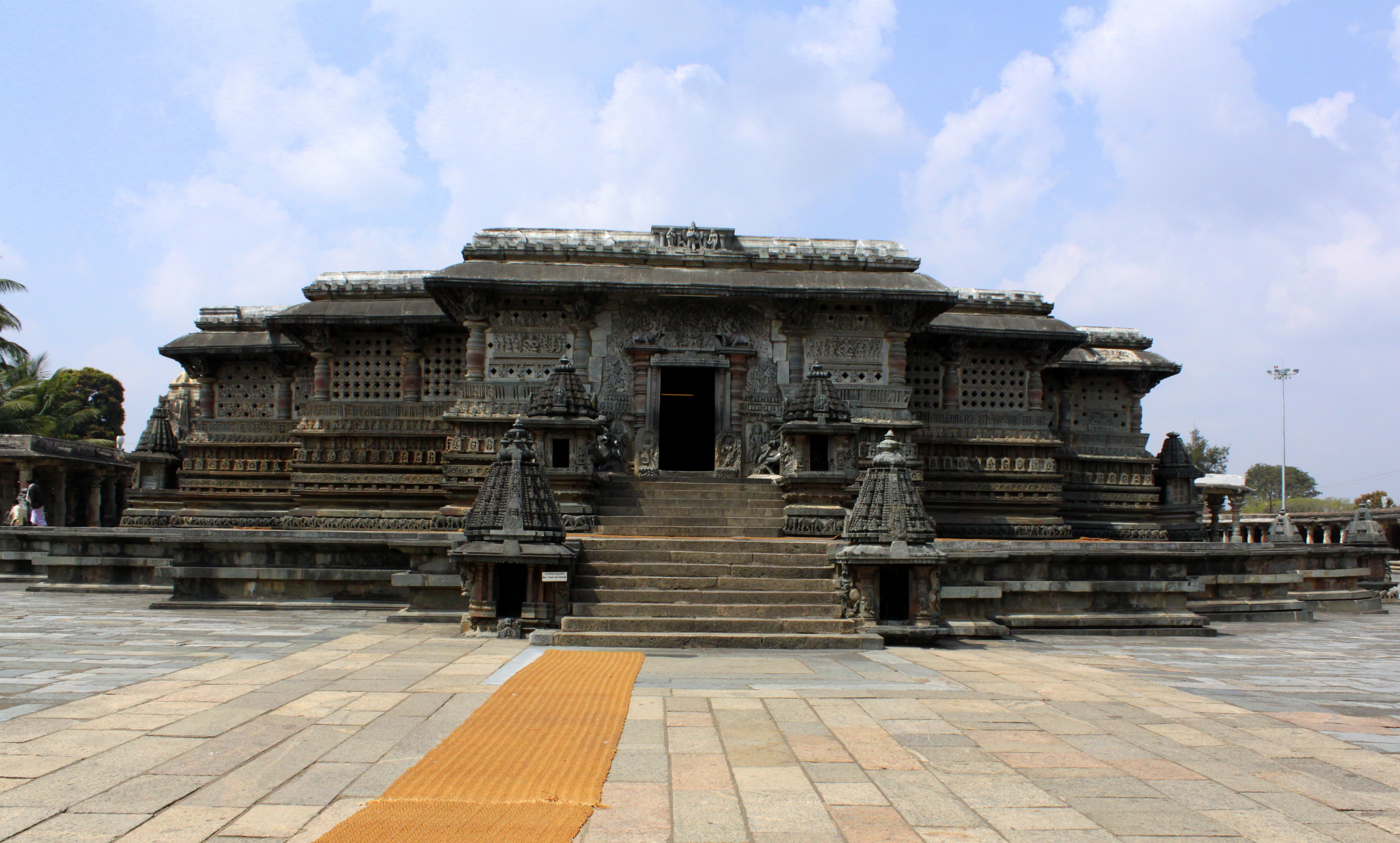
チェンナケーシャヴァ寺院

ベールール（カンナダ語：ಬೇಲೂರು Bēlūru、英語：Belur）は、インドのカルナータカ州、ハッサン県の都市。

## 歴史
ベールールはかつて、ホイサラ朝の都であった。
ホイサラ朝の時代にはチェンナケーシャヴァ寺院など多くのヒンドゥー寺院が建設され、現在もこの地に残っている。